# Споменик Цару Ослободиоцу Александру II
Споменик Цару Ослободиоцу Александру II налази се у Софији, у Булевару Цара ослободиоца, окренут према Народној скупштини Бугарске. Откривен је 1907. године.

## Цар Александар II
Цар Александар II (1818 – 1881) био је цар Русије од 1855. до његовог убиства 1881. године. Царским манифестом из 1861. ослободио је сељаке кметства и феудалних обавеза, због чега је добио назив Александар Ослободилац, а све то допунио реорганизацијом управе, војске и судства. У спољној политици наставио је освајачку политику својих претходника, а ради проширења руског утицаја на Балкану водио је рат против Турске 1877-1878, и том приликом руска војска је ослободила највећи део Бугарске. Ослобођена држава добила је 1879. први, тзв. Трновски устав, а пуну независност стекла је 1908. године.

## Историја
Идеја да се у Софији подигне споменик у знак захвалности бугарског народа Цару ослободиоцу, и у целини Русији, настала је непосредно после ослобођења 1878. године. Међутим, догађаји који следе после петстогодишње турске владавине, повезани су пре свега са успостављањем нове бугарске државности – у кнежевини Бугарској се формирају државне установе, организује се сазивање Уставотворне скупштине (1879) за усвајање основног закона земље, обнавља се центар престонице. Наредни период карактеришу напори за уједињење неправедно подељене територије Бугарске Берлинским уговором из 1878. г. (на Кнежевину Бугарску и Источну Румелију). После уједињења 1885. г. бугарско-руски односи се погоршавају, а за време владавине Стефана Стамболова (1854-1895) прекинути су на период од 10 година. У светлу тих историјских догађаја подизање таквог споменика није одговарало жељама народа.
Тек у другој половини 90-тих  година 19. века кнез Фердинанд Кобург (1887-1918) започиње курс помирења и зближавања са Петербургом пошто очигледно антируска политика није користила држави. Захваљујући томе, постало је могуће да се реализује идеја о изградњи споменика Цару Ослободиоцу Александру II.
1898. Софијско добровољно друштво за борбу за слободу предлаже да се формира комитет који ће имати задатак да организује конкурс за изградњу споменика. За председника је изабран Стојан Заимов (1853-1932) - друштвени и просветни радник и писац. Идеја је добила подршку кнеза Фердинанда I кога су изабрали за почасног председника. Он је уплатио први новчани прилог од 50.000 златних лева. Касније је Народно собрање изгласало доделу прилично великог износа новца, а за прикупљање осталих средстава заслугу имају друштвене организације и пуштање у оптицај поштанске марке са ликом Александра II. Године 1900. расписан је међународни конкурс који ауторима поставља конкретне захтеве у погледу догађаја који ће бити приказани и елемената који ће бити укључени. Учествовало је 90 уметника, а након прелиминарне селекције остала су 32 представника 13 различитих нација У складу са условима свако је морао да направи макету свог пројекта. Гипсани модели постављени су у велику дворану Краљевског двора како би их јавност могла видети између 1. и 20. септембра. Међународни жири је 24. септембра изабрао идеју италијанског  вајара Арналда Цокија (Arnaldo Zòcchi) (1862-1940). Камен темељац постављен је 1901, а споменик завршен 1903. године, али је отворен тек 1907. Тадашњи бугарски претендент на престо, а касније и бугарски цар Фердинанд био је про-аустријски оријентисан тако да је одуговлачио откривањем споменика. На крају га је ипак он лично открио. Отварању је присуствовао и син Александра II, Александар III (1845-1894), руски цар од 1881-1894.

## Изглед споменика
Споменик је од црног гранита, висине 12 м. Главна фигура је цар Александар II на коњу који у десној руци држи Манифест којим се проглашава рат. Око пиједестала су рељефне фигуре. Са северне стране  рељефа је фигура Нике, грчке богиње победе, праћена главним актерима у рату. То су: генерал Гурко, командант Предњег одреда у чијем је саставу и Бугарски добровољачки одред; генерал Скобељев, командант Кавкаске козачке бригаде која је учествовала у борбама код Плевена и Шејнова; гроф Игњатијев – државник и дипломата. За њима су бугарски добровољци. Међу њима је Димитар Петков (1858-1907) – добровољац, одликован Георгијевским крстом за храброст, народни посланик, градоначелник Софије. С јужне стране споменика је приказан бугарски народ који помаже ослободилачкој руској војсци. Ниже се налазе три барељефа који приказују битку код Старе Загоре (1877. г.), потписивање Санстефанског мировног уговора (3. марта 1878. г.), отварање Уставотворне скупштине у Трнову (10. фебруара 1879.) 

## Реконструкција споменика
Реконструкција споменика извршена је 2012. године, када је и враћен на трг, а о целом процесу је сведочила изложба фотографија.